# CAMS 31

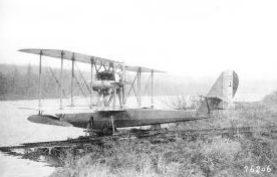
CAMS tipo 31 davanti a Triel-sur-Seine sulla Senna

Il CAMS 31 fu un idrocaccia (idrovolante da caccia) "a scafo" sviluppato dall'azienda aeronautica francese Chantiers Aéro-Maritimes de la Seine (CAMS) nei primi anni venti e rimasto allo stadio di prototipo.

## Storia del progetto
La necessità della neofondata CAMS, costituita nel 1920 dall'imprenditore milanese Domenico Lorenzo Santoni, di espandere la propria clientela nel mercato dell'aviazione militare, esortò l'ingegnere Raffaele Conflenti, da poco insediatosi a capo dell'ufficio tecnico, ad avviare lo sviluppo di un nuovo modello di idrocaccia monoposto basandosi sull'esperienza e sul progetto del precedente CAMS 30 biposto ma dalle dimensioni ridotte.
Il risultato fu il CAMS 31, un velivolo dall'impostazione, per l'epoca, convenzionale: un idrovolante a scafo centrale realizzato interamente in legno, caratterizzato dalla configurazione spingente del gruppo motoelica, dalla velatura biplana, con piani alari dalla medesima apertura, entrambi dotati di alettoni, collegati tra loro da una doppia coppia per lato di montanti interalari rinforzati da tiranti in cavetto d'acciaio, e con quello inferiore che all'intradosso aveva collegati i due galleggianti equilibratori.
L'unico abitacolo, aperto e destinato al pilota, era posizionato nello scafo davanti all'ala inferiore,  mentre il motore, racchiuso in una gondola ai cui lati erano collocati i due radiatori anulari, era sospeso tra i due piani alari.
Il prototipo, in seguito indicato come CAMS 31 Type 22, venne costruito negli stabilimenti di Saint-Ouen affacciati alla Senna e, equipaggiato con un motore V8 Hispano-Suiza 8Fb da 300 hp (220 kW), portato in volo per la prima volta nel 1922, partendo da uno dei laghetti siti nelle adiacenze di Triel-sur-Seine con ai comandi il pilota collaudatore Ernest Burri. Le prove in volo rivelarono però che il velivolo risultava sbilanciato e pericoloso da pilotare se non alle alte velocità, di conseguenza venne avviata la costruzione di un secondo prototipo, il CAMS 31 Type 23, che ovviasse a tali carenze.
Gli interventi sul Type 23 si concentrarono sulla velatura, la quale pur conservando la stessa superficie alare aveva piani alari dall'apertura ridotta e più elevata corda. Portato in volo nel corso del 1923, malgrado gli sforzi profusi per rendere la macchina più facile da pilotare, il Type 23 non fece registrare i risultati previsti e venne deciso di abbandonare ogni altro sviluppo, tra i quali una prevista ma mai realizzata variante destinata al mercato civile, indicata come CAMS 31P, e adatta a ricoprire compiti di aereo postale.

### Pubblicazioni
- (FR) Gérard Hartmann, Les hydravions CAMS (PDF), in Flying Boats of the World, http://www.msacomputer.com/FlyingBoats-old/. URL consultato il 10 maggio 2014 (archiviato dall'url originale il 5 febbraio 2018).
- Sergio Mecchia, Raffaele Conflenti, su Museo della cantieristica, http://www.archeologiaindustriale.it/index_it.php. URL consultato il 5 marzo 2012 (archiviato dall'url originale il 14 agosto 2009).